# فرانسوا بازين
فرانسوا بازين (بالفرنسية: François-Victor Bazin) هو نحات فرنسي، ولد في 31 أكتوبر 1897 في باريس في فرنسا، وتوفي في 1956.